# بويرتو بيريو
بويرتو بيريو هي مدينة في كولومبيا، تقع في منطقة ماجدالينا ميديو الفرعية في إدارة أنتيوكيا، يحدها من الشمال يولومبو وريميديوس ويوندو ، ومن الشرق   إدارة سانتاندير، ومن الجنوب بلديات بويرتو ناري وكاراكولي، ومن الغرب كاراكولي وماسيو، تبعد 191 كيلومترًا عن مدينة ميديلين عاصمة أنتيوكيا، تبلغ مساحة البلدية 1184 كيلومترًا مربعًا، وتقع على خط عرض 6.49 وخط طول -74.4025.